# Ясперс, Карл

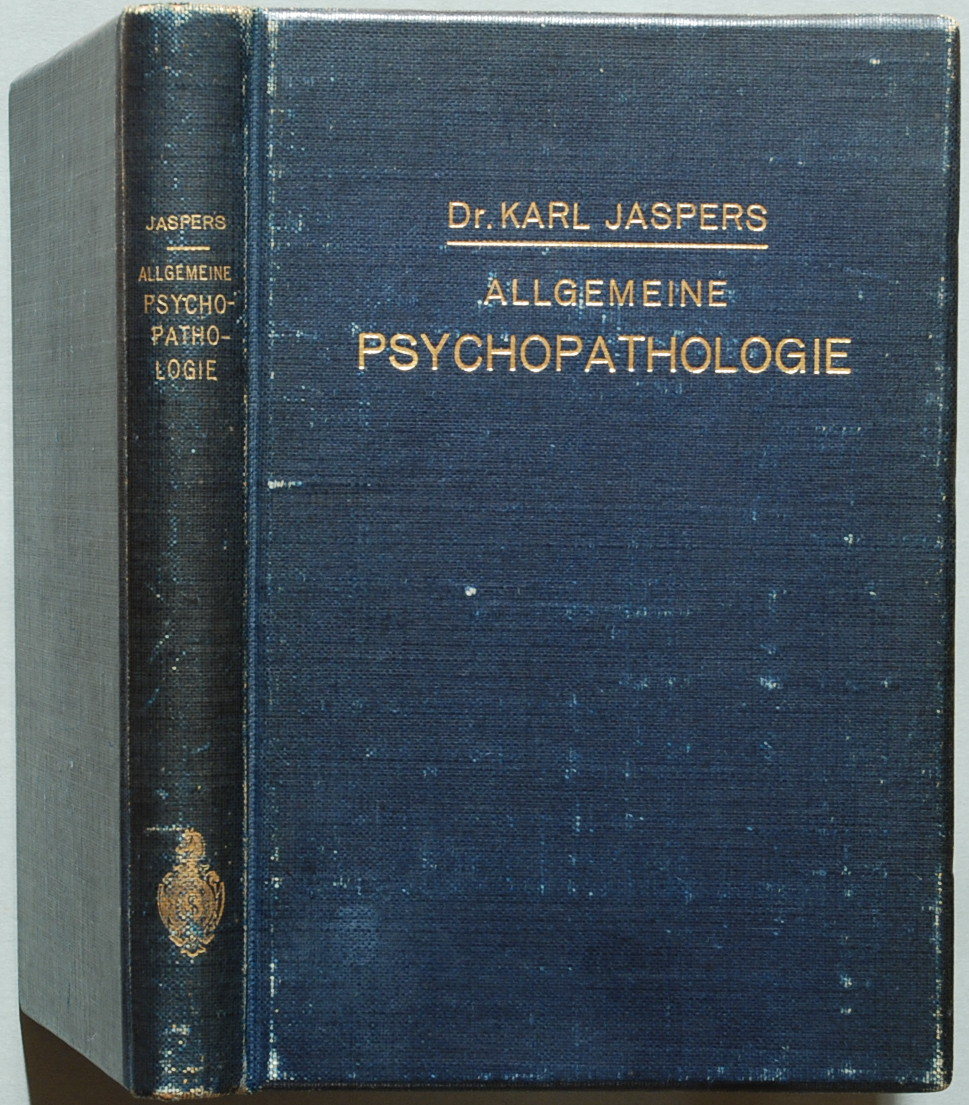

Карл Теодо́р Я́сперс (нем. Karl Theodor Jaspers; 23 февраля 1883[…], Ольденбург, Великое герцогство Ольденбург, Германская империя — 26 февраля 1969[…], Базель) — немецкий философ, психолог и психиатр, один из основных представителей экзистенциализма. Доктор медицины (1909) и доктор психологии, профессор в университете Гейдельберга (с 1916, с перерывом на 1937—1945, когда отстранен нацистами от преподавания), а с 1948 года — профессор Базельского университета. В 1959 году стал лауреатом премии Эразма. Также среди его отличий Премия Гёте (1947) и Премия мира немецких книготорговцев (1958).

## Биография
Мать Карла Ясперса происходила из местных крестьян, отец был юристом, впоследствии занимал должность директора банка. С ранних лет Карл интересовался философией, однако же опыт и практика его отца в юридической системе, несомненно, оказали влияние на его решение об изучении права в университете. Проучившись некоторое время на юридическом факультете в Гейдельбергском, а затем в Мюнхенском университетах, Ясперс понял, что юриспруденция ему не подходит, и в 1902 году меняет специализацию, переключившись на изучение медицины.
В 1908 году Ясперс окончил медицинский факультет Гейдельбергского университета; в 1909 году получил степень доктора медицины. В 1909—1915 годах он работал в психиатрической лечебнице Гейдельберга, где несколько лет до этого практиковал Эмиль Крепелин. Ясперс, не удовлетворённый существующими подходами к изучению психических заболеваний, ставит себе задачу по улучшению существующих психиатрических подходов. В 1913 году Ясперс защищает докторскую диссертацию, которая впоследствии была издана в виде фундаментального труда «Общая психопатология» (получил много переизданий, последний раз в 1959 году). Получив степень доктора психологии, сразу после защиты Ясперс временно устроился на должность преподавателя психологии в Гейдельбергском университете. Позже преподавание становится его основным занятием, и он никогда больше не возвращается к практике в клинике.
В 1919 году Ясперс издаёт «Психологию мировоззрений», которая затрагивает уже философские проблемы и приносит автору широкую известность. Два года спустя Ясперс становится профессором философии в Гейдельбергском университете, где сменил в этой должности Г. Майера.
В Гейдельберге Ясперс общается с Максом Вебером и его группой, куда входят Эрнст Блох, Эмиль Ласк, Георг Зиммель и Георг Лукач. Под влиянием Вебера складываются его политические взгляды — либерализм, вера в национальное государство и демократию, управляемую элитами. На развитие Ясперса как философа оказывают влияние критика неокантианской методологии, под знаком которой проходили дискуссии Вебера и Лукача. Одним из главных мотивов теоретической деятельности Ясперса становится желание освободить философию Канта от неокантианских формализмов Риккерта и Виндельбанда. С точки зрения Ясперса, мысль Канта должна быть реконструирована не как формальная доктрина, описывающая абстрактного субъекта познания, но как анализ метафизических переживаний, спонтанно порождаемых решений и внутренней жизни субъекта.
Ещё большее влияние на Ясперса оказал Мартин Хайдеггер, однако теоретические разногласия между философами были актуализированы их политическим разрывом, связанным с симпатиями Хайдеггера к нацистам. Ясперс чувствовал личную обиду, поскольку он был женат на (крещёной) еврейке Гертруде Майер. Как бы то ни было, именно Хайдеггер и Ясперс вошли в историю философии как родоначальники экзистенциализма в Германии, хотя сам Хайдеггер отрицал свою принадлежность к этому течению, а Ясперс после 1933 года утверждал, что не имеет ничего общего с Хайдеггером.
В 1937 году Ясперс был лишён звания профессора и фактически постоянно находился под угрозой ареста вплоть до окончания Второй мировой войны и падения нацизма. Долгие восемь лет Ясперс продолжает работать — писать «в стол».
В 1945 году он оказался среди немецких интеллектуалов, которые не были замешаны в связях с нацистами, и начал играть большую роль в жизни немецкого общества. Ясперс возвращается к преподаванию — сначала в Гейдельберге, а затем, с 1947 года, — в Базельском университете. В 1948 году, символически демонстрируя отвращение к сохранению пагубных политических взглядов в Германии (ФРГ), он отказался от своего немецкого гражданства и, заранее переехав через границу в Базельский университет, стал гражданином Швейцарии. Публикуются работы: «Вопрос о вине» (1946), «Ницше и христианство» (1946), «О европейском духе» (1946), «Об истине» (1947), «Наше будущее и Гёте» (1947), «Истоки истории и её цель» (1948), «Философская вера» (1948), «Разум и антиразум в нашу эпоху» (1950), «Об условиях и возможностях нового гуманизма» (1962).
В 1964 году был удостоен ордена «За заслуги», вручаемого гражданским лицам, — Pour le mérite für Wissenschaften und Künste.
Именем Карла Ясперса названы Центр перспективных транскультурных исследований при Гейдельбергском университете и астероид (48435) Ясперс.

## Общая характеристика творчества
Ясперс начал свою академическую карьеру в качестве психолога. Профессиональный интерес к философии начал развиваться в начале 1920-х годов. Работы Ясперса оказали значительное влияние на такие области философии как эпистемология, философия религии и философия политики.
В философию истории Ясперс ввёл понятие осевое время для обозначения периода в истории человечества, во время которого на смену мифологическому мировоззрению пришло рациональное и философское (в Греции, Риме, Палестине, Индии, Китае между 800 и 200 годами до нашей эры).
Основанием философии Ясперса выступило специфически понятое неокантианство, которое интерпретирует кантовский трансцендентализм как учение о конкретных переживаниях и спонтанной свободе, причём акцент делается на эпистемологических функциях экзистенции.

Духовная ситуация человека возникает лишь там, где он ощущает себя в пограничных ситуациях. Там он пребывает в качестве самого себя в существовании, когда оно не замыкается, а все время вновь распадается на антиномии
Ясперс стал известен не только благодаря своим теоретическим трудам, но и в связи со своей политической деятельностью после падения нацистской Германии. Как отмечает С. С. Аверинцев в БРЭ: "В годы нацизма книги Ясперса воспринимались как сдержанное напоминание о попранных гуманистических ценностях". Аверинцев также отмечал: "Аксиология Ясперса ситуативна и постольку исторична, но историзм Ясперса (оказывающегося решительным антиподом О. Шпенглера) в свою очередь строго аксиологичен: для мировой истории постулируется универсальный смысл и смысловая связь времён".

### Вклад в психиатрию
Недовольство Ясперса распространённым подходом к психическим заболеваниям заставило его усомниться в диагностических критериях и методах клинической психиатрии. В 1910 году он опубликовал статью, в которой рассмотрел вопрос, является ли паранойя аспектом личности или результатом биологических изменений. Несмотря на то, что он не предлагал в ней новых идей, эта статья представила довольно необычный, по крайней мере, в сравнении с распространёнными тогда нормами, метод изучения пациентов. В отличие от Фрейда, Ясперс подробно изучал пациентов, уделяя внимание не только биографической информации, но и заметкам о том, как сами пациенты относились к своим симптомам. Этот подход стал известен как биографический метод, и в дальнейшем стал одной из основ психиатрической и прежде всего психотерапевтической практики.
Ясперс изложил свои взгляды на психические заболевания в книге «Общая психопатология», опубликованной в 1913 году. Эта работа стала классикой психиатрической литературы, и многие современные диагностические критерии основаны на изложенных в ней идеях. Одним из центральных принципов Ясперса было то, что психиатры должны диагностировать симптомы психического заболевания (особенно психоза) по их форме, а не по содержанию. Например, при диагностике галлюцинаций важнее отметить, что человек ощущает зрительные явления, не испытывая соответствующего сенсорного воздействия, чем отмечать то, что именно видит пациент. То, что пациент видит, является «содержанием», но несоответствие между зрительным восприятием и объективной реальностью является «формой».
Ясперс полагал, что психиатры могут подходить подобным образом и к диагностике бреда. Он утверждал, что клиницисты должны считать убеждение бредовым, основываясь не на содержании убеждения, а только на том, как пациент придерживается такого убеждения. Ясперс также различал первичный и вторичный бред. Он определил первичный бред как автохтонный, что означает, что он возникает без видимой причины и кажется непостижимым с точки зрения нормального психического процесса. Вторичный бред, с другой стороны, он определил как то, на что повлияло происхождение человека, текущая ситуация или психическое состояние.
Ясперс считал, что первичный бред абсолютно «непонятен», полагая, что за его образованием не было никакого последовательного процесса рассуждения. Эта точка зрения вызвала некоторые возражения, и некоторые специалисты, к примеру, Р. Д. Лэйнг и Ричард Бенталл подвергли её критике, подчеркнув, что эта позиция может привести терапевтов к самоуспокоенности в предположении, что если они не понимают пациента, то пациент бредит, и дальнейшее исследование со стороны терапевта не будет иметь никакого эффекта.
Также Ясперс известен и другими идеями в психиатрии, которые имеют значение и по сей день:
- Сформулировал критерии диагностики психогенных расстройств (триада К. Ясперса).
- Сформулировал критерии диагностики расстройств сознания.
- Провел классификацию нарушений сознания.
- Проводил исследования в области других психических расстройств (напр. вопросы классификации шизофрении).

## Ранние философские работы
Первая работа Ясперса, в которой затрагиваются философские вопросы, — «Психология мировоззрения» (1919). Она посвящена типологии психологических установок, которые подобно веберовской модели идеальных типов в социологии, были призваны стать методологическим основанием психологии. Философский аргумент, на который опирается Ясперс в этой работе, состоит в том, что главным фактором, задающим психологическую жизнь человека, выступает субъектно-объектная оппозиция. Мировоззрение возникает в рамках этой антиномии, в нём выражается отношение между внутренними переживаниями человека и объективными феноменами. Формирование мировоззрения не является нейтральным процессом, они содержат в себе элементы патологии, а именно защитные реакции, стратегии подавления и вытеснения. При этом мировоззрение концентрируется вокруг ложных очевидностей или идеальных форм рациональности, в которых человеческий разум ищет спасения от пугающего разнообразия возможностей человеческого существования. Мировоззрение, таким образом, часто принимает форму «упаковки», в которой экзистенция закрепляет себя в борьбе против опыта, который нарушает её защитные ограничения. Задача психологического исследования, с точки зрения Ясперса, состоит в том, чтобы вывести человеческую экзистенцию за пределы ограничительных антиномий, которыми она окружает себя.
Главная публикация раннего периода творчества Ясперса — это трёхтомная книга «Философия» (1932). В этой работе он возвращается к гегельянской методологии, рассматривая формирование человеческого сознания сквозь призму «Феноменологии духа».

## Политические взгляды
Ясперс отождествляется с либеральной политической философией Макса Вебера, хотя национализм Вебера он отвергал. Он ценил гуманизм и космополитизм и под влиянием Иммануила Канта выступал за международную федерацию государств с общей конституцией, законами и судами. Он решительно выступал против тоталитарного деспотизма и предупреждал о растущей тенденции к развитию технократии или режима, который рассматривает людей как просто инструменты науки или идеологии. Он также скептически относился к мажоритарной демократии. Таким образом, он поддерживал форму правления, которая гарантировала индивидуальную свободу и ограниченное правительство, и разделял убеждение Вебера, что демократией должна руководить интеллектуальная элита.

### Вопрос немецкой вины
В книге Die Schuldfrage (1946; The Question of German Guilt, 1947), Ясперс утверждал что на тех, кто активно участвовал в подготовке и совершении военных преступлений, лежит моральная вина.  Те же, кто пассивно терпели преступления нацизма, опасаясь преследований, несут лишь политическую ответственность. В этом смысле на всех немцах, живших при Гитлере лежит коллективная вина и коллективная ответственность. Он считал, что эта коллективная вина и ответственность поможет немецкому обществу преодолеть состояние послевоенного коллапса и способствовать построению морально-ответственной демократии.

## Сочинения
Как отмечают, вероятно самой популярной его работой является неоднократно переиздававшийся и переведённый на многие языки трактат «Вопрос о виновности. О политической ответственности Германии» (1946).

### Изданные на других языках
- 1919 — Психология мировоззрения (Psychologie der Weltanschauungen);
- 1931 — Духовная ситуация эпохи;
- 1932 — Философия (Philosophie, 3 Bd.);
- 1938 — Экзистенциальная философия;
- 1946 — Проблема немецкой вины (Die Schuldfrage. Ein Beitrag zur deutschen Frage);
- 1947 — Об истине (Von der Wahrheit);
- 1948 — Философская вера;
- 1949 — Смысл и назначение истории;
- 1957 — Великие философы (Die grossen Philosophen, Bd. 1);
- 1958 — Философия и мир;
- 1958 — Атомная бомба и будущее человечества (Die Atombombe und die Zukunft des Menschen);
- 1962 — Философская вера и откровение (Der philosopische Glaube angesichts der Offenbarung);
- 1970 — Шифры трансценденции (Chiffren der Transzendenz)

### На русском
- Ясперс К. Смысл и назначение истории: Пер. с нем. — М.: Политиздат, 1991. — 527 с. — (Мыслители XX в.).
- Ясперс К. Ницше и христианство / Пер. Т. Ю. Бородай. — М.: Медиум; Моск. Филос. Фонд, 1994.
- Ясперс К. Смысл и назначение истории: Пер. с нем. 2-е изд. — М.: Республика, 1994. — 527 с. — (Мыслители XX в.).
- Ясперс К. Язык. — В сб.: Философия языка и семиотика. — Иваново: ИвГУ, 1995. — С. 184—203. (перевод А. Н. Портнов, М. А. Кукарцева). — ISBN 5-230-01725-2.
- Ясперс К. Собрание сочинений по психопатологии. В 2 т. — М.: Изд. центр «Академия»; СПб.: Белый кролик, 1996.
- Ясперс К. Общая психопатология / Пер. с нем. Л.О. Акопяна. — Москва: Практика, 1997. — 1056 с. — ISBN 5-88001-021-X. Архивировано 20 декабря 2011 года. (Allgemeine Psychopathologie, 1913  (недоступная ссылка))
- Ясперс К. Вопрос о виновности. О политической ответственности Германии / Пер. С. Апта. — М.: Прогресс, 1999.
- Ясперс К. Стринберг и Ван Гог. Опыт сравнительного патографического анализа с привлечением случаев Сведенборга и Гёльдерлина / Пер. с нем. Г. Б. Ноткина. — СПб.: Гуманитарное агентство «Академические проект», 1999.
- Ясперс К. Введение в философию / Пер. и ред. А. А. Михайлова. — Мн.: Пропилеи, 2000.
- Ясперс К. Всемирная история философии. Введение. / Пер. К. В. Лощевской. — СПб.: Наука, 2000.
- Мартин Хайдеггер / Карл Ясперс. Переписка 1920—1963. — М.: Ad Marginem, 2000.
- Ясперс К. (трёхтомная книга) Философия. Книга 1. Философское ориентирование в мире ; Философия. Книга 2. Просветление экзистенции ; Философия. Книга 3. Метафизика / Пер. с нем. А. К. Судакова — М.: Канон+РООИ «Реабилитация», 2012.
- Ясперс К. Кант: Жизнь, труды, влияние / Пер. А. К. Судакова — М.: Канон+, РООИ «Реабилитация», 2014. — 416 с.